# 瓦西里科·康斯坦丁诺维奇
瓦西里科·康斯坦丁诺维奇 Василько Константинович（1209年—1238年），古罗斯王公，罗斯托夫公爵（1218年~1238年在位）。
瓦西里科·康斯坦丁诺维奇为弗拉基米尔大公康斯坦丁·弗谢沃洛多维奇之子，母亲是一位斯摩棱斯克公主。
1218年康斯坦丁·弗谢沃洛多维奇在去世前，由于明知弗拉基米尔大公之位将落入其弟尤里·弗谢沃洛多维奇之手，为了保住其子女的封地，命令瓦西里科·康斯坦丁诺维奇到弗拉基米尔去向尤里宣誓效忠。于是后者承诺将保证瓦西里科的后代将保有罗斯托夫。
在瓦西里科·康斯坦丁诺维奇的整个统治时期，他都严格按照其叔父尤里·弗谢沃洛多维奇大公的指示办事。根据尤里的意思，瓦西里科于1220年与保加利亚人开战，又曾两次进攻摩尔多瓦人（1227年，1228年）。
1223年，罗斯南部诸王公集体参加了帮助波洛韦茨人抵抗蒙古人入侵的战斗。在这次发生于迦勒河沿岸的战役中，罗斯联军被第一次遭遇的蒙古骑兵彻底击溃，许多王公被杀；然而瓦西里科·康斯坦丁诺维奇却由于未能及时参战而幸免于难。之后他前往诺夫哥罗德，与库尔斯克王公奥列格·斯维亚托斯拉维奇爆发了一场战斗。1229年，在尤里·弗谢沃洛多维奇与瓦西里科·康斯坦丁诺维奇叔侄之间发生了唯一的一次争执，不过很快就和平解决了。
1238年，瓦西里科·康斯坦丁诺维奇与其他王公一起参加了反抗蒙古人入侵的战役。他在锡塔河附近的战斗中被俘，不久遭蒙古人杀害。
编年史记载瓦西里科·康斯坦丁诺维奇是一位品质高尚的人。 

## 家庭
- 妻子：玛丽亚·米哈伊洛芙娜，切尔尼戈夫王公米哈伊尔·弗谢沃洛多维奇之女，1227年结婚
- 子女：

1. 鲍里斯·瓦西里科维奇，继承了罗斯托夫的公位
2. 格列布·瓦西里科维奇，别洛焦尔斯克王公

| 前任： 康斯坦丁·弗谢沃洛多维奇 | 罗斯托夫王公 1218~1238 | 繼任： 鲍里斯·瓦西里科维奇 |